# Deutsche Pondoland-Gesellschaft

Aufruf der DPLG zur Zeichnung von Anteilen in der Zeitschrift Export, 1889

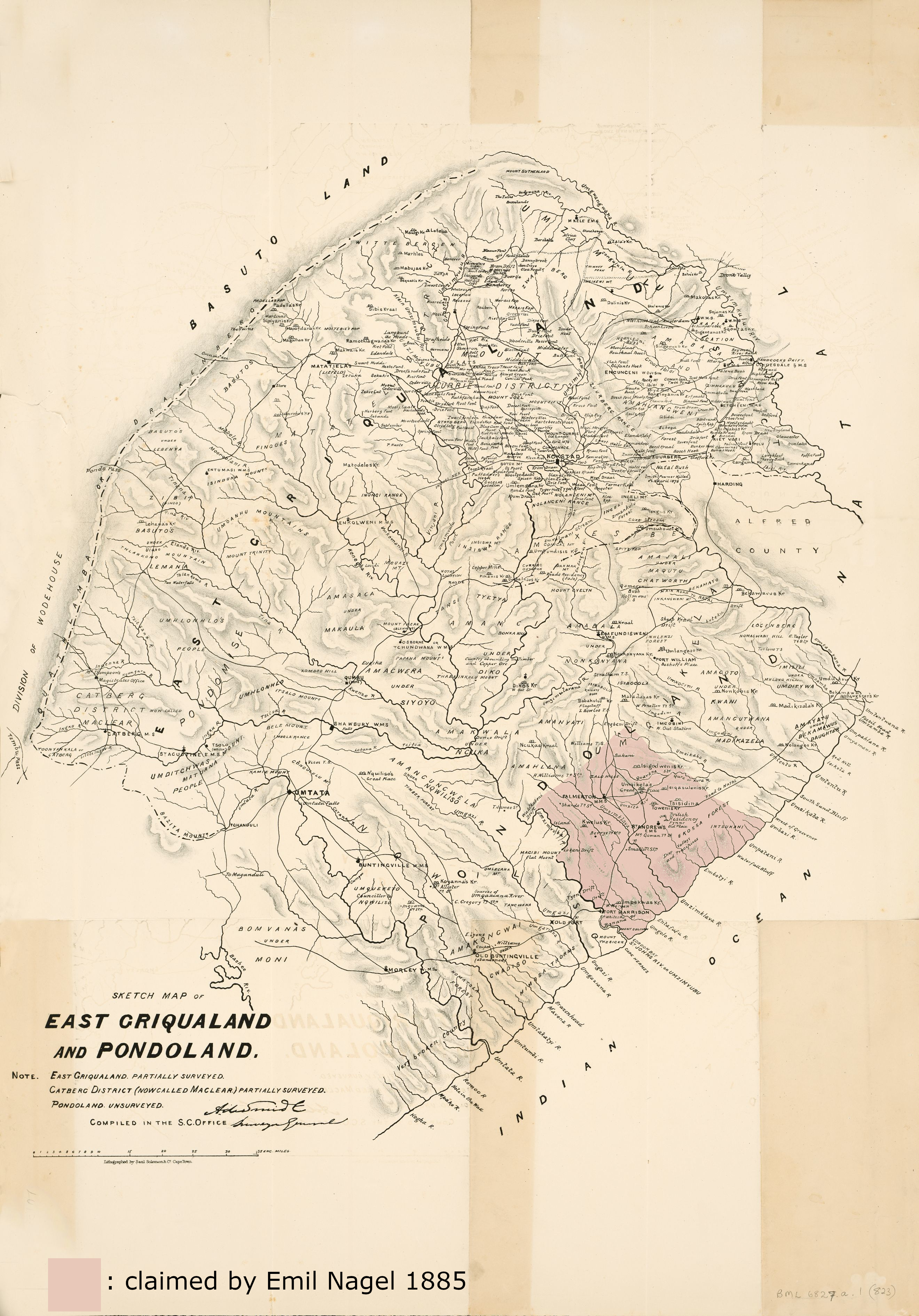
Karte des Pondolands und Ost-Griqualands von 1880
Konzessionsgebiet der DPLG

Die Deutsche Pondoland-Gesellschaft (DPLG) war eine Berliner Kolonial- und Kommanditgesellschaft mit Wirtschaftsinteressen im südafrikanischen Pondoland. Der Hauptzweck der Gesellschaft war die Verwertung einer durch Emil Nagel mit Pondohäuptern geschlossenen Konzession.

## Geschichte
Die Gesellschaft ging im Jahr 1886 aus dem Berliner Südafrikanischen Verein hervor. Der Leutnant a. D. Emil Nagel hatte im Juni 1885 mit den Pondohäuptern Umhlangaso und Umquikela einen Konzessionsvertrag für eine Land- und Kolonisationsgesellschaft abgeschlossen. Die DPLG wollte die im Vertrag genannten Landrechte wirtschaftlich verwerten und deutsche Kolonialisten im Pondoland ansiedeln. Gründer und treibende Kraft hinter der Gesellschaft war der Geograph und Afrikaforscher Otto Kersten. Im August 1889 wurde die Gesellschaft unter dem Namen Deutsche Pondoland-Gesellschaft, Kommanditgesellschaft Dr. Kersten, Bauer & Co. in das Berliner Handelsregister eingetragen. Das Büro der DPLG befand sich zu dieser Zeit in der Friedrichstraße 71, am heutigen Quartier 206.
Anders als Lüderitz’ Erwerbung in Südwestafrika oder Denhardts und Peters’ Ansprüche in Ostafrika war der Privatbesitz im Pondoland nie deutsche Kolonie. Vielmehr galt eine Schutzerklärung durch das Reich im März 1887 als „ausgeschlossen“. Wie im Fall der nördlich gelegenen Santa Lucia Bay erkannt die Reichsregierung auch diesen Teil Südafrikas als britische Interessensphäre an. Die DPLG erlangte daher keine kolonialpolitische Bedeutung, sondern blieb ein rein privatwirtschaftliches Unternehmen. Gleichwohl versicherten sowohl die Deutsche Kolonialgesellschaft als auch der Verein für Handelsgeographie der DPLG ihre Unterstützung.
Zu den Aktivitäten der Gesellschaft zählt die Pondoland-Expedition von 1887/1888 zur Untersuchung der Bedingungen für Land- und Forstwirtschaft. Die Expeditionsmitglieder erreichten von dem Pondo-Thronfolger Usigkao nach langen Verhandlung am 10. März 1888 eine Bestätigung und Übertragung der Konzession auf die DPLG. Der Landbesitz der Gesellschaft wuchs auf etwa 150.000 Hektar (ca. 1.500 km²), was etwa der Größe der Grafschaft Glatz in Schlesien entsprach. Obwohl die Unterstützung durch die DPLG laut des Mitglieds Franz Bachmann gering war, wurde mit dem Aufbau mehrerer Versuchsstationen begonnen, die Konrad Beyrich etwa zwei Jahre lang betrieb.
Circa 10.000 Hektar des Gesellschaftsgebiets waren Hochwald. Die Gesellschaft setzte besonders in die Holzbestände des Ekossawaldes große Hoffnungen. Auf der dort errichteten Station Intsubana wurden Holzproben gesammelt und an die DPLG nach Berlin geschickt. Nahe Port Grosvenor an der Küste des Pondolandes bestand zudem die Station Lambas (auch Lombaas), die Agrarversuchen dienen sollte. In deutschen Zeitungen wurden Investoren zur Zeichnung von Anteilen und Siedler zur Auswanderung aufgerufen.
Das Gesellschaftskapital wurde auf der ersten Generalversammlung auf 700.000 Mark festgesetzt. Davon blieben nach Abzug der Abfindung an frühere Erwerber des Landes und der Unkosten der Untersuchungsexpedition noch rund 400.000 Mark als Betriebskapital. Davon wurden 200.000 Mark als Anteile aufgelegt (siehe Abbildung des Aufrufes). Über weitere Aktivitäten der Gesellschaft ist wenig bekannt. Die DPLG ist bis in das Jahr 1901 in Berliner Adressbüchern nachweisbar.